# Årets Steppeulv
 Denne artikel omhandler Prisen Steppeulven. Opslagsordet har også en anden betydning, se Steppeulven.
Steppeulven var en pris, som fra februar 2003 til 2021 blev uddelt af Foreningen af Danske Musikkritikere, der bestod af musikanmeldere fra aviserne Århus Stiftstidende, Berlingske, BT, Dagbladet Information, Ekstra Bladet, Fyens Stiftstidende, Jyllands-Posten, Kristeligt Dagblad, Politiken, Weekendavisen samt musikmagasinet Soundvenue.
Prisen er opkaldt efter det danske rockorkester Steppeulvene.
Foreningen af Danske Musikkritikere er gået i opløsning, og prisen uddeles ikke mere.

## Prismodtagere
Prisen uddeles en gang om året, og siden 2004 i 12 forskellige kategorier.

### 2003
- Årets danske tekstforfatter, årets sangskriver og årets melodi: Niels Skousen
- Årets album og årets orkester: Malk de Koijn
- Årets vokalist: Isam Bachiri (Outlandish)
- Årets håb: Mikael Simpson
- Årets Livenavn: Allan Olsen
- Årets musiker: Sune Wagner (The Raveonettes)
- Årets ide: Else Marie Pade[note 1]

### 2004
- Årets Musiker: Tomas Ortved
- Årets Livenavn: Love Shop
- Årets Producer: Thomas Troelsen
- Årets Vokalist: Jokeren
- Årets Tekstforfatter: Jens Unmack
- Årets Idé: Copenhagen Screaming!
- Årets Håb: Tiger Tunes
- Årets Hit: "Havnen" – Jokeren
- Årets Komponist: Tina Dickow
- Årets Orkester: Mew
- Årets Album: Frengers – Mew
- Pionerprisen 2004: Dansk Rocksamråd (ROSA)

### 2005
- Årets Album: Mikael Simpson: De Ti Skud
- Årets Sang: Outlandish: ”Man binder os på mund og hånd”
- Årets Orkester: Nephew
- Årets Musiker: Kresten Osgood
- Årets Tekstforfatter: Martin Ryum
- Årets Komponist: Mikael Simpson
- Årets Håb: Bikstok Røgsystem
- Årets Vokalist: Claus Hempler
- Årets Livenavn: Nephew
- Årets Producer: Tobias Wilner & Bo Rande (Blue Foundation)
- Årets Idé: ”På danske læber” – Dansk hyldest til Leonard Cohen
- Pionerprisen 2005: Povl Dissing

### 2006
- Årets Album: Mew: And the Glass Handed Kites
- Årets Sang: Bikstok Røgsystem feat. Erik Clausen: ”Fabrik”
- Årets Orkester: Bikstok Røgsystem
- Årets Musiker: Tue Track
- Årets Tekstforfatter: Jens Unmack
- Årets Komponist: Mew
- Årets Håb: Volbeat[4]
- Årets Vokalist: L.O.C.
- Årets Livenavn: Kashmir
- Årets Producer: Nikolaj Nørlund
- Årets Initiativ: Sang og nodebogen: ”Den Nye Sangskat”
- Pionerprisen 2006: Kliché

### 2007
- Årets Album: Mikael Simpson: Stille & Uroligt
- Årets Sang: Simpson: Vi 2
- Årets Orkester: Moi Caprice
- Årets Musiker: Rune Kjeldsen
- Årets Tekstforfatter: Peter Sommer
- Årets Komponist: Anders Trentemøller
- Årets Håb: Band Ane
- Årets Vokalist: Henriette Sennenvaldt
- Årets Livenavn: Under Byen
- Årets Producere: Rune Rask & Troo.L.S.
- Pionerprisen: The Savage Rose

### 2008
- Årets Album: Efterklang: Parades
- Årets sang: "Giv Mig Danmark tilbage" (Natasja)
- Årets Orkester: Efterklang
- Årets Musiker: Peder
- Årets Tekstforfatter: Natasja
- Årets Komponist: Efterklang
- Årets Håb: Choir Of Young Believers
- Årets Vokalist: Ane Trolle
- Årets Livenavn: Trentemøller
- Årets Producer: Troels Abrahamsen
- Pionerprisen: Sebastian

### 2009
- Årets Album: Peter Sommer: Til Rotterne, Til Kragerne, Til Hundene
- Årets Sang: Peter Sommer: "Vi falder først den dag vi kigger ned"
- Årets Orkester: Marybell Katastrophy
- Årets Musiker: Jannis Noya Makrigiannis (Choir Of Young Believers)
- Årets Tekstforfatter: Peter Sommer
- Årets Komponist: Jannis Noya Makrigiannis (Choir Of Young Believers)
- Årets Håb: Annika Aakjær
- Årets Vokalist: L.O.C.
- Årets Livenavn: L.O.C.
- Årets Producer: Henrik Balling (Peter Sommer m.m.)
- Pionerprisen: CV Jørgensen

### 2010
- Årets Håb: Marie Fisker

Der blev ikke afholdt prisfest i 2010, og den enlige Steppeulv blev uddelt i forbindelse med Danish Music Awards.

### 2011
Tekst mangler, hjælp os med at skrive teksten

### 2012
- Årets Album: Malk de Koijn: Toback to the Fromtime
- Årets Sang: Ulige numre: "København"
- Årets Orkester: Malk De Kojin
- Årets Livenavn: Love Shop
- Årets Håb: Iceage
- Årets Vokalist: Jacob Bellens (I Got You On Tape og Murder)
- Årets Musiker: Bo Rande
- Årets Tekstforfatter: Malk De Kojin
- Årets Komponist: Michael Møller
- Årets Producer: When Saints Go Machine
- Pionerprisen: MC Einar

### 2013
- Årets Album: Efterklang: Piramida
- Årets Sang: EaggerStunn feat. Geolo G: "Kugledans"
- Årets Orkester: Choir of Young Believers
- Årets Livenavn: Klumben & Raske Penge
- Årets Håb: Synd og Skam
- Årets Vokalist: Christian Hjelm
- Årets Musiker: Peter Peter
- Årets Tekstforfatter: Marie Key
- Årets Komponist: Mads Brauer og Casper Clausen Efterklang
- Årets Producer: Aske Zidore
- Pionerprisen: Jørgen Ingmann

### 2014
- Årets Album: Kira Skov: When We Were Gentle
- Årets Sang: Quadron: "Hey Love"
- Årets Orkester: When Saints Go Machine
- Årets Livenavn: MØ
- Årets Håb: Baby In Vain
- Årets Vokalist: Kira Skov
- Årets Musiker: Palle Hjorth (tangentspiller for Povl Dissing, The Sandmen, Savage Rose, Peter Sommer med flere)
- Årets Tekstforfatter: Allan Olsen
- Årets Komponist: Den Sorte Skole
- Årets Producer: Robin Hannibal (Quadron, Rhye)
- Pionerprisen: Future 3

### 2015
- Årets Album: MØ: No Mythologies to Follow
- Årets Sang: The Minds of 99: "Det er Knud som er død"
- Årets Orkester: Spids Nøgenhat
- Årets Livenavn: Spids Nøgenhat
- Årets Håb: Broken Twin
- Årets Vokalist: Majke Voss Romme  (Broken Twin)
- Årets Musiker: Maggie Björklund
- Årets Tekstforfatter: Niels Skousen
- Årets Komponist: MØ og Ronni Vindahl
- Årets Producer: Rune Rask (Suspekt)
- Pionerprisen: Steppeulvene

### 2016
- Årets Album: The Minds of 99: Liber
- Årets Sang: Ulige Numre: "Frit Land"
- Årets Orkester: The Minds of 99
- Årets Livenavn: Lars H.U.G.
- Årets Håb: Liss
- Årets Vokalist: Amalie Bruun (Myrkur)
- Årets Musiker: Oliver Hoiness
- Årets Tekstforfatter: Carl Emil Petersen (Ulige Numre)
- Årets Komponist: Mikael R. Andreasen (Kloster)
- Årets Producer: Av Av Av (Eloq, Unkwon, DJ Er Du Dum Eller Hvad)
- Pionerprisen: Sods/Sort Sol

### 2017
- Årets Album: Bisse: Højlandet
- Årets Sang: Bisse: "Seks Hjerter"
- Årets Orkester: Liss
- Årets Livenavn: Mø
- Årets Håb: Katinka
- Årets Vokalist: Thorbjørn Radisch Bredkjær (Bisse)
- Årets Musiker: Adi Zukanovic (Bisse, Niels Skousen, Irah, Den Magnetiske Ørn)
- Årets Tekstforfatter: Thorbjørn Radisch Bredkjær (Bisse)
- Årets Komponist: Thorbjørn Radisch Bredkjær (Bisse)
- Årets Producer: Aske Zidore (CTM, Choir of Young Believers)
- Pionerprisen: Mercyful Fate

### 2018
- Årets Album: Søren Huss: MidtlivsVisen
- Årets Sang: Gilli: "Habibi Aiwa"
- Årets Livenavn: The Minds of 99
- Årets Håb: ML Buch
- Årets Vokalist: Annisette (The Savage Rose)
- Årets Musiker: Sonja LaBianca (Choir of Young Believers, solo)
- Årets Tekstforfatter: Marvelous Mosell
- Årets Komponist: Kira Skov og Maria Faust
- Årets Producer: Hennedub (Gilli, Kesi, Christopher, Lukas Graham, Brandon Beal)
- Pionerprisen: Anne Linnet

### 2019
- Årets Album: Peter Sommer Elskede at drømme, drømmer om at elske
- Årets Sang: Jada "Keep Cool"
- Årets Livenavn: The Minds of 99
- Årets Håb: Jada
- Årets Vokalist: Niels Brandt, The Minds of 99
- Årets Musiker: Anja Jacobsen (Frk Jacobsen, Selvhenter, Valby Vokalgruppe)
- Årets Tekstforfatter: Peter Sommer
- Årets Komponist: Peter Sommer
- Årets Producer: Nis Bysted (Iceage Beyondless og Speaker Bite Me Future Plans)
- Initiativprisen: Najaraaq Nicoline Vestbirk aka. Courtesy (dj, pladeselskabsejer m.m.)
- Pionerprisen: Laid Back

### 2020
- Årets Album: Claus Hempler: Kuffert fuld af mursten
- Årets Sang: Ganger: "Olympisk"
- Årets Livenavn: Jada
- Årets Håb: Ganger
- Årets Vokalist: Jada/Emilie Molsted Nørgaard
- Årets Musiker: Jonathan Bremer (Bremer/McCoy)
- Årets Tekstforfatter: Claus Hempler
- Årets Komponist: Astrid Sonne
- Årets Producer: Anders Boll (Ganger, Lowly)
- Initiativprisen: Onkel Rejes Heavyband
- Pionerprisen: Gnags[6]

### 2021[7]
- Årets Håb: Joyce
- Årets Vokalist: Ninna Lundberg, Mille Mejer Djernæs Christensen og Thomas Bach Skaarup (Ganger)
- Årets Tekstforfatter: Thomas Bach Skaarup (Ganger)
- Årets Producer: Astrid Engberg
- Årets Komponist: Henriette Sennenvaldt
- Årets Sang: Natasja, Tessa & Karen Mukupa "Til banken"
- Initiativprisen: Foreningen Musikbevægelsen af 2019
- Årets Udgivelse: Ganger Tro
- Pionerprisen: Lars Lilholt

### 2022[8]
- Årets Håb: Barbro
- Årets Vokalist: Selma Judith
- Årets Tekstforfatter: Asger Nordtorp Pedersen (Guldimund)
- Årets Musiker: Asger Nordtorp Pedersen (Guldimund)
- Årets Producer: Nis Bysted, Sonic Boom & Iceage for Seek Shelter
- Årets Komponist: Iceage
- Årets Sang: Andreas Odbjerg "I morgen er der også en dag"
- Initiativprisen: Foreningen Another Life
- Årets Udgivelse: Guldimund - Dem, vi plejede at være
- Årets Livenavn: The Minds of 99
- Årets Pioner: Kenneth Bager